# یاکوپو سیلوا
یاکوپو سیلوا (انگلیسی: Jacopo Silva؛ زادهٔ ۲۰ اوت ۱۹۹۱) بازیکن فوتبال اهل ایتالیا است.